# ブルネイの交通

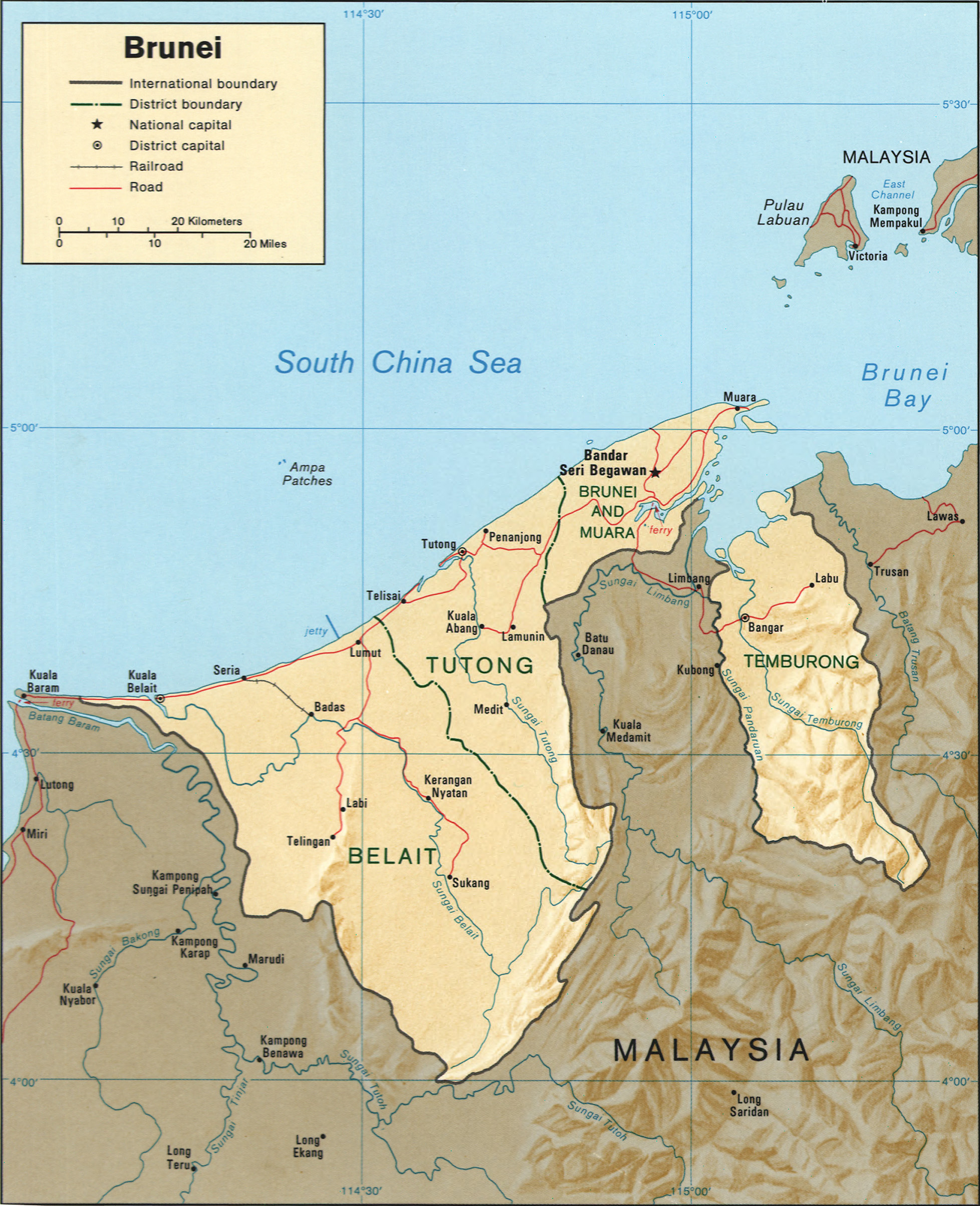
ブルネイの地形と交通網

ブルネイの交通（ブルネイのこうつう）では、東南アジアの国家、ブルネイ・ダルサラーム国の交通について解説する。

## 陸上交通
鉄道
総延長は13kmで全線私鉄である。全線狭軌であり、レール幅は610mmである。
道路
総延長は2005年現在3,650kmであり、舗装路は2,819km、未舗装路は831kmである。すなわち、舗装率は77.2％となる。左側通行を採用している。

## 水上交通
運河
総延長は2008年現在209kmで、1.2m以下の小型船が航行可能。
港湾
バンダルスリブガワン・クアラブライト・ムアラ・セリア・プカン・ツトンの5つの町に港湾があるが、水深の深い港はムアラ港のみである。
商船
2008年現在1,000英トン以上の商船が8隻あり、無積載時の総重量は348,476英トン（340,635t）である。8隻とも液化天然ガス船で、うち1隻はイギリスが所有している。

## 航空
空港
2008年現在2つの空港がある。1つは3,658mの滑走路を持つブルネイ国際空港、もう1つは914から1,523mの滑走路を持つアンドゥキ飛行場（セリア郊外）である。
ブルネイのフラッグキャリアはロイヤルブルネイ航空である。
ヘリポート
2007年現在3か所設置されている。

## その他
パイプライン
2008年現在ガス用が37km、石油用が18kmである。